# Kayla Thornton
Kayla Thornton (ur. 20 października 1992 w El Paso) – amerykańska koszykarka, występująca na pozycji skrzydłowej, od 2023 zawodniczka New York Liberty w WNBA.
10 lutego 2021 zawarła kolejną, wieloletnią umowę z Dallas Wings. 16 stycznia 2023 trafiła w wyniku wymiany do New York Liberty.

## Osiągnięcia

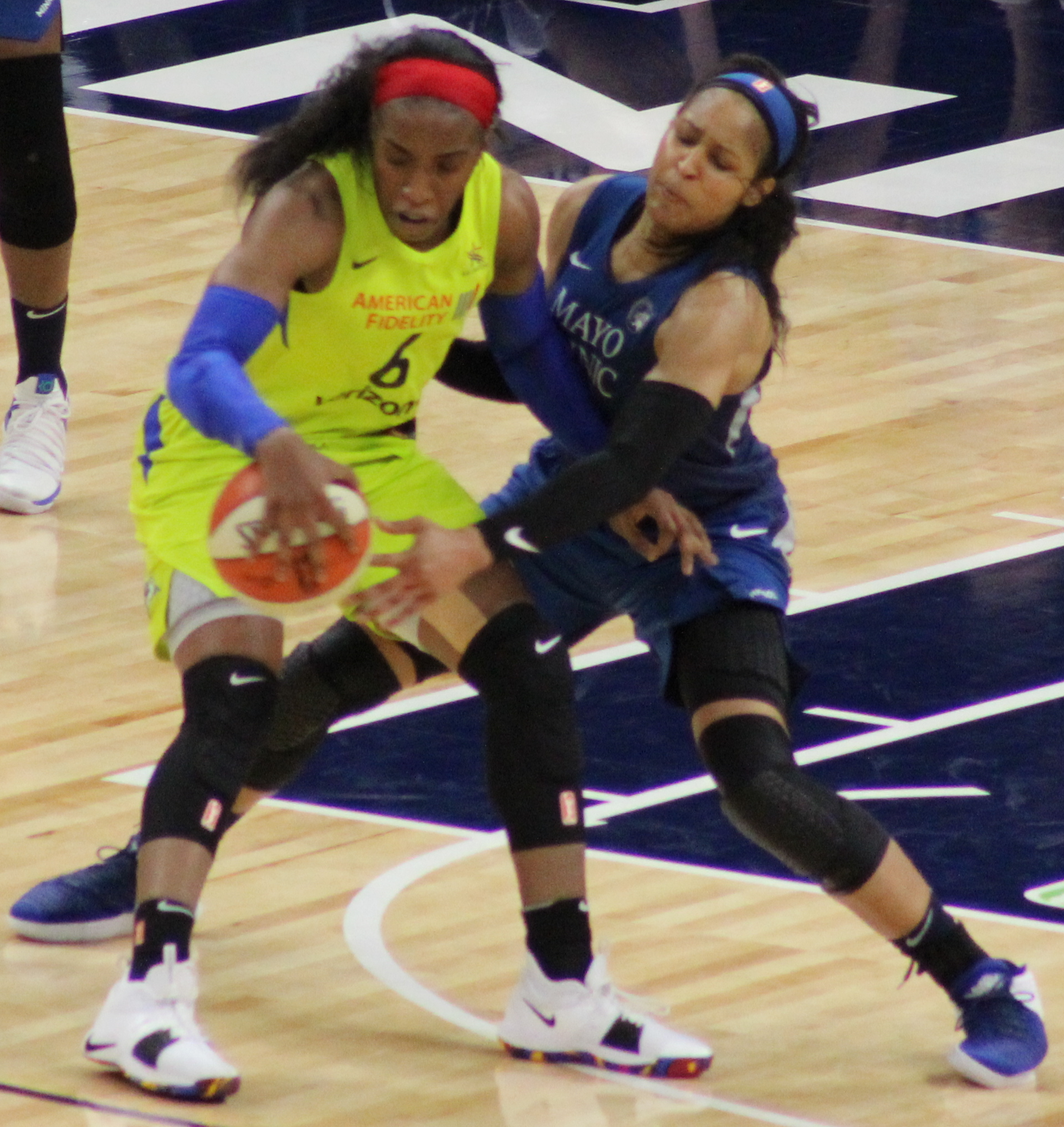
Thornton i Maya Moore z Minnesoty Lynx (2018).

Stan na 12 czerwca 2023, na podstawie, o ile nie zaznaczono inaczej.

### NCAA
- Uczestniczka rozgrywek turnieju NCAA (2012)
- Mistrzyni:
  - turnieju konferencji USA (2012)
  - sezonu regularnego konferencji USA (2012)
- MVP turnieju Junkanoo Jam (2012)
- Zaliczona do:
  - I składu:
    - konferencji USA (2014)
    - defensywnego konferencji USA (2013)
    - turnieju:
      - konferencji USA (2012)
      - turnieju Junkanoo Jam (2012)

  - II składu konferencji USA (2012, 2013)
  - składu honorable mantion All-American (2014 przez Associated Press)

### Drużynowe
- Mistrzyni:
  - Korei Południowej (2019)[5]
  - Egiptu (2021)[6]
- Wicemistrzyni Australii (WNBL – 2023)
- Zdobywczyni Superpucharu Egiptu (2021)[6]
- Finalistka Superpucharu Włoch (2021)[7]

### Indywidualne
(* – nagrody przyznane przez portal eurobasket.com, latinbasket.com, asia-basket.com)
- MVP sezonu ligi portorykańskiej (2016)*[8]
- Najlepsza zawodniczka zagraniczna ligi:
  - portorykańskiej (2016)*[8]
  - południowokoreańskiej (2019)[5]
- Skrzydłowa roku ligi portorykańskiej (2016)*[8]
- Zaliczona do:
  - I składu:
    - ligi:
      - australijskiej WNBL (2023)
      - izraelskiej (2015)*[9]
      - portorykańskiej (2016)*[8]
      - południowokoreańskiej (2018[10], 2019[5])*

    - najlepszych zawodniczek zagranicznych ligi*:
      - izraelskiej (2015)[9]
      - południowokoreańskiej (2017)[11]

    - kolejki WNBL (6, 12, 14, 15 – 2022/2023)

  - składu honorable mention ligi południowokoreańskiej (2017)*[11]
- Uczestniczka meczu gwiazd ligi:
  - portorykańskiej (2016)[8]
  - południowokoreańskiej (2017[11], 2020[12])
- Liderka strzelczyń ligi portorykańskiej (2016)[8]